# Hallowell (Maine)
Hallowell ist eine City im Kennebec County des Bundesstaates Maine in den Vereinigten Staaten. Im Jahr 2020 lebten dort 2570 Einwohner in 1433 Haushalten auf einer Fläche von 15,77 km². Hallowell gehört zur Micropolitan Statistical Area Augusta-Waterville.

## Geografie
Nach dem United States Census Bureau hat Hallowell eine Gesamtfläche von 15,77 km², von denen 15,23 km² Land sind und 0,54 km² aus Gewässern bestehen.

### Geografische Lage
Hallowell liegt am Kennebec River, im Süden des Kennebec Countys. Der Kennebec River bildet die östliche Begrenzung der City. Es gibt mehrere kleinere Seen in der City, der größte ist der Cascade Pond, der durch den Vaughn Brook in östlicher Richtung durchflossen wird. Der Vaughn Brook mündet im Kennebec River. Die Oberfläche der City ist eben, ohne nennenswerte Erhebungen.

### Nachbargemeinden
Alle Entfernungen sind als Luftlinien zwischen den offiziellen Koordinaten der Orte aus der Volkszählung 2010 angegeben.
- Norden: Augusta, 8,5 km
- Osten: Chelsea, 7,4 km
- Süden: Farmingdale, 3,0 km
- Westen: Manchester, 7,1 km

### Stadtgliederung
In Hallowell gibt es drei Siedlungsgebiete: Bodwell Falls (ehemaliger Standort eines Postamtes), Hallowell und New France.

### Klima
Die mittlere Durchschnittstemperatur in Hallowell liegt zwischen −6,2 °C (19° Fahrenheit) im Januar und 20,6 °C (69° Fahrenheit) im Juli. Damit ist der Ort gegenüber dem langjährigen Mittel der USA um etwa 6 Grad kühler. Die Schneefälle zwischen Oktober und Mai liegen mit bis zu zweieinhalb Metern mehr als doppelt so hoch wie die mittlere Schneehöhe in den USA; die tägliche Sonnenscheindauer liegt am unteren Rand des Wertespektrums der USA.

## Geschichte
Benannt ist der Ort nach Benjamin Hallowell, einem Händler aus Boston und Eigentümer des Landes, das ursprünglich seit den 1620er Jahren der Plymouth Company gehörte. Das Gebiet umfasste ursprünglich die Gebiete der heutigen Orte Augusta, Chelsea und Teile von Manchester. Ab 1797 wurden die Teile nach und nach selbständig; Hallowell wurde 1852 als City organisiert. 1880 hatte der Ort 3154 Einwohner. Bis 1820 gehörte Hallowell zu Massachusetts.

### Einwohnerentwicklung
| Volkszählungsergebnisse – City of Hallowell, Maine | Volkszählungsergebnisse – City of Hallowell, Maine | Volkszählungsergebnisse – City of Hallowell, Maine | Volkszählungsergebnisse – City of Hallowell, Maine | Volkszählungsergebnisse – City of Hallowell, Maine | Volkszählungsergebnisse – City of Hallowell, Maine | Volkszählungsergebnisse – City of Hallowell, Maine | Volkszählungsergebnisse – City of Hallowell, Maine | Volkszählungsergebnisse – City of Hallowell, Maine | Volkszählungsergebnisse – City of Hallowell, Maine | Volkszählungsergebnisse – City of Hallowell, Maine |
| Jahr                                               | 1700                                               | 1710                                               | 1720                                               | 1730                                               | 1740                                               | 1750                                               | 1760                                               | 1770                                               | 1780                                               | 1790                                               |
| -------------------------------------------------- | -------------------------------------------------- | -------------------------------------------------- | -------------------------------------------------- | -------------------------------------------------- | -------------------------------------------------- | -------------------------------------------------- | -------------------------------------------------- | -------------------------------------------------- | -------------------------------------------------- | -------------------------------------------------- |
| Einwohner                                          |                                                    |                                                    |                                                    |                                                    |                                                    |                                                    |                                                    |                                                    |                                                    | 1194                                               |
| Jahr                                               | 1800                                               | 1810                                               | 1820                                               | 1830                                               | 1840                                               | 1850                                               | 1860                                               | 1870                                               | 1880                                               | 1890                                               |
| Einwohner                                          | 1364                                               | 2068                                               | 2919                                               | 3961                                               | 4654                                               | 4769                                               | 2435                                               | 3007                                               | 3154                                               | 3181                                               |
| Jahr                                               | 1900                                               | 1910                                               | 1920                                               | 1930                                               | 1940                                               | 1950                                               | 1960                                               | 1970                                               | 1980                                               | 1990                                               |
| Einwohner                                          | 2714                                               | 2864                                               | 2764                                               | 2675                                               | 2906                                               | 3404                                               | 3169                                               | 2814                                               | 2502                                               | 2534                                               |
| Jahr                                               | 2000                                               | 2010                                               | 2020                                               | 2030                                               | 2040                                               | 2050                                               | 2060                                               | 2070                                               | 2080                                               | 2090                                               |
| Einwohner                                          | 2467                                               | 2381                                               | 2570                                               |                                                    |                                                    |                                                    |                                                    |                                                    |                                                    |                                                    |

## Kultur und Sehenswürdigkeiten

### Theater
Das 1937 gegründete „Gaslight Theatre“ ist das älteste Laientheater in Maine. Seit 1968 wird in der Stadt jährlich der „Old Hallowell Day“ gefeiert.

### Bauwerke
Hallowell ist bekannt für seine alte Architektur vor allem aus dem 19. Jahrhundert. In Hallowell wurden zwei Distrikte und eine Reihe von Gebäuden unter Denkmalschutz gestellt und ins National Register of Historic Places aufgenommen:
Als Distrikt wurde unter Denkmalschutz gestellt:
- Hallowell Historic District, aufgenommen 1970, Register-Nr. 70000076
- Maine Industrial School for Girls Historic District, aufgenommen 2003, Register-Nr. 03000289

Weitere Gebäude:
- Elm Hill Farm, aufgenommen 1970, Register-Nr. 70000045
- Gardiner Railroad Station, aufgenommen 1982, Register-Nr. 82000423
- Powder House Lot, aufgenommen 2002, Register-Nr. 02000348
- Row House, aufgenommen 1970, Register-Nr. 70000047
- Vaughan Homestead, aufgenommen 1970, Register-Nr. 70000091

## Wirtschaft und Infrastruktur

### Verkehr
Hallowell liegt zwischen der Interstate 95 und dem Kennebec River, die Bahnstrecke Brunswick–Skowhegan führt durch den Ort. Der U.S. Highway 201 verläuft entlang des Ufers des Kennebec Rivers.

### Öffentliche Einrichtungen
Es gibt keine medizinische Einrichtungen oder Krankenhäuser in Hallowell. Die nächstgelegenen befinden sich in Augusta und Gardiner.
In Hallowell befindet sich die Hubbard Free Library in einem der ältesten Bibliotheksgebäude in Maine, welches noch seine ursprüngliche Funktion erfüll. Sie wurde im Jahr März 1880 als Hallowell Social Library eingeweiht. Durch eine Spende im Jahr 1893 von Thomas H. Hubbard konnte ein Erweiterungsbau errichtet werden und sie wurde in Hubbard Free Library umbenannt. Ein weiteres Mal wurde sie im Jahr 1897 erweitert.

### Bildung
Hallowell gehört gemeinsam mit Dresden, Farmingdale, Monmouth und Richmond zum Regional School Unit 2.
Hallowell unterhält gemeinsam mit Farmingdale drei Schulen:
- Hall-Dale Elementary School, PreKindergarten bis zum 5. Schuljahr in Hallowell
- Hall-Dale Middle School 6. bis 8. Schuljahr in Farmingdale
- Hall-Dale High School 9. bis 12. Schuljahr in Farmingdale

## Persönlichkeiten

### Söhne und Töchter der Stadt
- Reuel Williams (1783–1862), Politiker
- Hiram Belcher (1790–1857), Politiker
- Obed Hussey (1792–1860), Erfinder einer Mähmaschine
- George Evans (1797–1867), Politiker
- Jacob Abbott (1803–1879), Jugendschriftsteller
- Gorham Dummer Abbott (1807–1874), Pfarrer, Erzieher und Autor
- Charles A. White (1828–1898), Politiker
- Arthur Joseph Russell (1861–1945), Journalist und Schriftsteller

### Persönlichkeiten, die vor Ort gewirkt haben
- Peleg Sprague (1793–1880), Jurist und Politiker (hatte eine Kanzlei in Hallowell)
- John Hubbard (1794–1869), Politiker (in Hallowell verstorben)
- Amos Nourse (1794–1877), Politiker (war von 1822 bis 1841 Postmeister in Hallowell)
- John Otis (1801–1856), Politiker (in Hallowell verstorben)
- James W. Bradbury (1802–1901), Politiker (war Schulleiter in Hallowell)
- Joseph R. Bodwell (1818–1887), Politiker (in Hallowell verstorben)